# جيم دان
جيم دان (بالإنجليزية: Jim Dunn) هو سياسي أمريكي، ولد في 1942 في أنكوريج في الولايات المتحدة. حزبياً، نشط في الحزب الجمهوري. وقد انتخب عضو مجلس نواب واشنطن.

## وصلات خارجية
- الموقع الرسمي